# Будище (Чечерский район)
Будище (до 1939 года Будище Полесское) (бел. Будзішча) — деревня в Полесском сельсовете Чечерском районе Гомельской области Беларуси.
На западе граничит с Чечерским биологическим заказником.

## География

### Расположение
В 27 км на северо-восток от Чечерска, 92 км от Гомеля, 62 км от железнодорожной станции Буда-Кошелёвская (на линии Гомель — Жлобин). Рядом государственная граница с Россией.

### Гидрография
На реке Колпита (приток реки Беседь).

## Транспортная сеть
Транспортные связи по просёлочной, затем автомобильной дороге Сидоровичи — Чечерск. Планировка состоит из 2 параллельных между собой улиц, ориентированных с юго-запада на северо-восток и соединённых 2 переулками. К южной улице присоединяется короткая изогнутая улица. Застроена двусторонне деревянными домами усадебного типа.

## История
Согласно письменным источникам известна с конца 1730-х годов XVIII века как слобода Буда в Речицком повете Минского воеводства Великого княжества Литовского. Осажена чечерским старостой Игнатием Завишей.
После 1-го раздела Речи Посполитой (1772 год) в составе Российской империи. Согласно ревизии 1816 года в Рогачёвском уезде Могилёвской губернии. В 1850 году собственность казны. С 1880 года действовал хлебозапасный магазин. В 1884 году 2 ветряные мельницы. Согласно переписи 1897 года деревня Будище (она же Буда-Нисимковичская), действовали школа грамоты, маслобойня, 3 ветряные мельницы, в Полесской волости Гомельского уезда Могилёвской губернии. В деревенской школе в 1907 году 67 учеников. В 1909 году 1408 десятин земли.
С 8 декабря 1927 года до 29 октября 1959 года центр Будищеполесского сельсовета Светиловичского, с 4 августа 1927 года Чечерского районов Гомельского (до 26 июля 1930 года) округа, с 20 февраля 1938 года Гомельской области. В 1930 году организован колхоз, работали ветряная мельница и кузница. Во время Великой Отечественной войны оккупанты создали здесь свой опорный пункт, разгромленный партизанами. В бою около деревни в 1942 году погибла партизанка, специальный корреспондент газеты «Комсомольская правда» Л. А. Карастоянова. 9 февраля 1943 года каратели сожгли живьём 26 жителей (похоронены в могиле жертв фашизма в центре деревни), в апреле 1943 года убили ещё 6 человек. 7 жителей были вывезены в Германию, 91 — погиб на фронте. Согласно переписи 1959 года в составе совхоза «Сож» (центр -деревня Сидоровичи).

## Население

### Численность
- 2004 год — 10 хозяйств, 13 жителей.

### Динамика
- 1765 год — 13 домов.
- 1816 год — 54 двора.
- 1850 год — 27 дворов, 187 жителей.
- 1884 год — 97 дворов, 614 жителей.
- 1897 год — 133 двора, 1052 жителя (согласно переписи).
- 1909 год — 161 двор, 1267 жителей.
- 1959 год — 780 жителей (согласно переписи).
- 2004 год — 10 хозяйств, 13 жителей.

## Известные уроженцы
- В. В. Карпеченко — белорусский поэт, член Союза писателей БССР.
- Е. И. Афанасенко — советский партийный и государственный деятель, дипломат. Чрезвычайный и полномочный посол, министр просвещения РСФСР.